# 姚永濟
姚永济（1563年—1659年），字汝楫，號通所，南直隶松江府上海縣人。明朝政治人物。

## 生平
上海县学选貢，南監中式万历二十五年（1597年）丁酉科应天府乡试举人，萬曆二十六年（1598年）聯捷戊戌科进士，吏部觀政，授浙江東陽知縣，二十九年調繁永嘉知縣，三十一年任本省鄉試同考官，三十三年升刑部主事，三十五年养病。三十八年考选，四十年改授禮科给事中，巡视京营。时楚藩被诬，禁锢子女一百二十余人，永济上疏言其冤，上感悟，即诏归国。在谏垣，章数十上，直声大振。萬曆四十五年（1617年）六月出為湖廣荆岳道副使。
崇祯二年（1629年），起復擢山西按察司副使，备兵太原，三年二月升浙江布政司温处道右参政，四年春升本省驿传道按察使，其冬升本省按察使。六年官至浙江右布政使，七年转左布政，十年京察降调，十三年因贪污被追责，清顺治十六年（1659年）九月初九日卒，年九十七。

## 家族
祖父姚一祥，号筠石公，由太学生授江西临江府、九江府知事；父姚继禄，号思筠公，俱赠浙江参政。姚氏世为御医世家，姚永济之兄姚永丰在太医院担任御医。姪孫姚廷遴。